# 高橋祐理
髙橋 祐理（たかはし ゆうり、2000年6月8日 - ）は、日本の歌手、ダンサー、俳優、モデル。北海道出身。Pasture所属。

## 来歴
2000年6月8日、北海道に生まれる。
幼少期よりダンスを始め、2016年4月からダンススクールEXPG札幌校に在籍。在籍中の2016年から2017年にはHiGH&LOW THE LIVE、三代目 J Soul Brothersのライブ『METROPOLIZ』、『UNKNOWN METROPOLIZ』にサポートダンサーとして帯同した。後にスクールの特待生に選ばれつつ、2018年4月に卒業。
同2018年4月の高校3年時、男子高生ミスターコン2018へエントリー。同年9月24日に北海道・東北エリアグランプリを、12月27日には決勝で審査員特別賞を受賞した。
2019年3月25日、ミスターコン2018ファイナリスト7名で結成されたダンス＆ボーカルグループ「Zero PLANET」へ加入。同年11月には、同グループのメンバー中原弘貴と共に『貴族誕生 -PRINCE OF LEGEND-』に出演し、テレビドラマ、映画出演を果たす。
2020年2月『27 -7ORDER-』で舞台に初出演し、同年7月（2021年6月に公演延期）に『蟻地獄』で舞台初主演を務める。
2023年3月、Zero PLANET解散。7月にプラチナムプロダクションを退所し、11月からPasture所属。
2025年8月11日、出演中の激情バニッシュ演劇『咎狗の血』公演にて鼻を負傷。鼻骨に軽度の骨折が認められるとの診断を受けたが、公演には続けて出演する。

## 人物
- 憧れの人物として、ONE OK ROCKのTakaを挙げている[4]。
- ダンス・ラップ・アクロバットを得意としており、「Zero PLANET」ではパフォーマンスに置いて要になる存在であった[15]。
- 特技はダンス、アクロバット、ラップ、趣味はトレーニング、テレビゲーム、ファッション[16]。

## 出演
太字は主演

### 舞台
2020年
- 27 -7ORDER-（2020年2月9日 - 3月1日、天王洲 銀河劇場 他） - シド 役
- 蟻地獄（2020年7月）※公演中止
- ヒプノシスマイク-Division Rap Battle- Rule the Stage -track.3- （2020年10月2日 - 11日、TOKYO DOME CITY HALL） - 茜ヶ久保遼太郎 役

2021年
- 青空ハイライト～from主役の椅子はオレの椅子（2021年2月11日 - 21日、Mixalive TOKYO Theater Mixa） - 海空 役
- FAKE MOTION-THE SUPER STAGE-（2021年4月19日 - 5月2日、品川プリンスホテル ステラボール） - 上杉天真 役
- 蟻地獄（2021年6月4日 - 10日、よみうり大手町ホール） - 主演・二村考次郎 役
- ヒプノシスマイク-Division Rap Battle- Rule the Stage -Battle of Pride-（2021年8月14日 - 25日、大阪市中央体育館（丸善インテックアリーナ大阪） 他） - 茜ヶ久保遼太郎 役

2022年
- GRAVITY（2022年1月11日 - 16日、キンケロ・シアター） - 昴 役
- ドラマチックライブステージ アイドルマスター SideM（2022年6月16日 - 26日、天王洲 銀河劇場） - 若里春名 役

2023年
- 進戯団 夢命クラシックス 『花音』（3月16日 - 21日、シアターサンモール）
- ミュージカル『モンブラン～黄昏のROUTE69～』（6月21日 - 25日、CBGKシブゲキ!!）
- ヒプノシスマイク-Division Rap Battle- Rule the Stage《Rep LIVE side Rule the Stage Original》（2023年8月9日 - 13日、品川プリンスホテル ステラボール） - 茜ヶ久保遼太郎 役
- ヒプノシスマイク-Division Rap Battle- Rule the Stage -Battle of Pride 2023-（2023年9月10日、大阪城ホール 他） - 茜ヶ久保遼太郎 役 
- ナナシ-第七特別死因処理課-（2023年10月27日 - 11月5日、天王洲 銀河劇場）- ハズイ 役

2024年
- 結合男子（5月7日 - 19日、日本青年館ホール） - 主演・源朔 役 
- 『鬼神の影法師』-玲瓏万華篇-（2024年6月13日 - 23日、あうるすぽっと） - 主演・津守柾志 役（谷水力とW主演）
- 舞台『東京リベンジャーズ』-天竺編-（2024年8月29日 - 9月16日、森ノ宮ピロティホール 他） - 灰谷竜胆 役
- ATTACK on TITAN: The Musical （2024年10月11日 - 13日、New York City Center） - コニー・スプリンガー 役
- あくたーず☆りーぐ さんにんのおうさまのおはなし（2024年11月2日 - 4日、横浜赤レンガ倉庫1号館 3Fホール） - ぼーいず 役
- 演劇ドラフトグランプリ THE FINAL（2024年12月10日、日本武道館）
- 進撃の巨人 -the Musical-（2024年12月13日 - 22日、TOKYO DOME CITY HALL） - コニー・スプリンガー 役

2025年
- 進撃の巨人 -the Musical-（2025年1月11日 - 13日、オリックス劇場） - コニー・スプリンガー 役
- マーダーミステリーシアター『殺意の代償』（2025年3月12日、品川プリンスホテル クラブeX）
- ヒプノシスマイク-Division Rap Battle-』Rule the Stage《MAD TRIGGER CREW & どついたれ本舗 feat. 道頓堀ダイバーズ》（2025年4月18日 - 5月11日、COOL JAPAN PARK OSAKA WWホール 他） - 茜ヶ久保遼太郎 役
- 劇団『ハイキュー!!』“出逢い”（2025年5月17日 - 6月1日、品川プリンスホテル ステラボール 他） - 夜久衛輔 役
- Fantasy Musical『バースデー』（2025年6月20日 - 29日、品川プリンスホテル ステラボール） - 映像出演
- 舞台『東京リベンジャーズ』-The LAST LEAP-（2025年6月26日 - 7月10日、COOL JAPAN PARK OSAKA WWホール 他） - 灰谷竜胆 役
- 激情バニッシュ演劇『咎狗の血』（2025年8月、新宿FACE） - 主演・アキラ 役
- 『美男高校地球防衛部LOVE!LOVE!』on STAGE（2025年10月9日 - 13日〈予定〉、ヒューリックホール東京） - 別府日彦 役
- 『ヒプノシスマイク -Division Rap Battle-』Rule the Stage《Hypnosis Delight Fes.》（2025年10月25日・26日〈予定〉、Kanadevia Hall） - 茜ヶ久保遼太郎 役
- 『Dancing☆Starプリキュア』The Stage3（2025年12月5日 - 14日〈予定〉、天王洲 銀河劇場 / 12月19日 - 21日〈予定〉、COOL JAPAN PARK OSAKA TTホール） - 朝吹太踊 役

### テレビドラマ
- 貴族誕生 -PRINCE OF LEGEND-（2019年11月28日 - 12月26日、日本テレビ） - キッド 役[8]

### 映画
- 貴族降臨 -PRINCE OF LEGEND-（2020年3月13日、東宝） - キッド 役[8][9]
- HiGH&LOW THE WORST X（2022年9月9日、松竹） - 瀬田完介 役[48]

### 配信番組
- 主役の椅子はオレの椅子（2020年、AbemaTV）[49]

### 配信ドラマ
- アオハルLINE 第3弾（2018年8月2日、AbemaTV）[3]
- ナナシ -第七特別死因処理課- （DMM TV） - ハズイ 役
  - シーズン1（2023年1月16日）[50]
  - シーズン2（2024年2月28日）[51]

### バラエティ番組
- 〜企画プレゼンバラエティ〜これ採用っスカ?（2025年5月1日 - 21日〈予定〉、TBS）[52]

### ライブ
- HiGH&LOW THE LIVE（2016年7月- 10月、京セラドーム 他） - サポートダンサー[16]
- 三代目 J Soul Brothers LIVE TOUR 2016-2017 "METROPOLIZ"（2016年11月 - 2017年8月、ナゴヤドーム 他） - サポートダンサー[16]
- 三代目 J Soul Brothers LIVE TOUR 2017 "UNKNOWN METROPOLIZ"（2017年9月 - 12月、京セラドーム大阪 他） - サポートダンサー[16]

### CM
- 冬スポ（2019年）[53]

### ミュージックビデオ
- Kamin「ありよりのあり」（2019年）[54][55]

## ディスコグラフィ

### キャラクターソング
- ドラマチックライブステージ『アイドルマスター SideM』 ST@GE SONG COLLECTION（2022年10月19日、ASOBINOTES） - 若里春名 役
  - 「LET'S GO ALL THE WAY!」
  - 「Our Colorful Stage!!!」
  - 「DRIVE A LIVE（ドラマチックライブステージver.）」